# Rita (tv-serie)
 For alternative betydninger, se Rita. (Se også artikler, som begynder med Rita)
Rita er en dansk TV-serie, der er skrevet af Christian Torpe og produceret af SF Studios Production og MOTOR for TV2.
Serien debuterede i februar 2012 og har haft fire sæsoner pr. maj 2020; den 5. og sidste sæson blev udgivet den 1. juni 2020. Første afsnit blev fulgt af 904.000 seere og hvert afsnit har haft et publikum på over 600.000 seere, når serien sendes i hverdagen. De første tre sæsoner af serien er filmet ved og omkring den tidligere statsskole Statens Pædagogiske Forsøgscenter (SPF) i Islev, Rødovre.
Serien omhandler Rita Madsen, spillet af Mille Dinesen, og hendes hverdag som folkeskolelærer og enlig mor. Serien blev fint modtaget af de danske anmeldere, bl.a. skrev Henrik Palle ved Politiken at serien ”fungerer virkelig godt med nogle figurer, der rent faktisk ligner mennesker”. Serien har dog også mødt kritik, bl.a. var Kræftens Bekæmpelse ikke glad for plakaterne til anden sæson der promoverede Rita med en tændt cigaret.
Mille Dinesen vandt ved Monte Carlo TV-Festival 2012 prisen for Bedste Skuespillerinde i dramaserie. Ved festivalen modtog serien i alt seks nomineringer: Jesper Morthorst, Karoline Leth og manuskriptforfatter Christian Torpe blev nomineret til Bedste internationale producer og Bedste europæiske producer for en tv-dramaserie. Desuden blev Lise Baastrup, Carsten Bjørnlund og Nikolaj Groth nomineret til Bedste skuespiller/skuespillerinde i dramaserie . Ved Monte Carlo TV-Festival 2012 var Rita nomineret i tre kategorier: Bedste dramaserie, Bedste skuespillerinde i dramaserie (Mille Dinesen), samt Bedste skuespiller i dramaserie (Carsten Bjørnlund).
Ritas titelsang er radiohittet Speak Out Now skrevet af Oh Land, Kristian Leth og Fridolin Nordsø. Nummeret blev det mest spillede nummer på dansk radio i 2012, hvilket indbragte komponisterne KODA's Carl-pris. Seriens soundtrack er komponeret og produceret af Kristian Leth og Fridolin Nordsø.
Rita kan ses i udlandet på Netflix, som har været med til at producere serien. Serien blev solgt til genindspilning i USA, hvor titelkarakteren blev spillet af Anna Gunn. Den amerikanske genindspilning blev ikke bestilt til serie. Rita er blevet genindspillet i både Holland og Frankrig.

## Medvirkende
| Rolle           | Sæson                | Sæson                | Sæson                | Sæson                | Sæson                | Karakterbeskrivelse                  |
| Rolle           | Sæson 1              | Sæson 2              | Sæson 3              | Sæson 4              | Sæson 5              | Karakterbeskrivelse                  |
| --------------- | -------------------- | -------------------- | -------------------- | -------------------- | -------------------- | ------------------------------------ |
| Rita Madsen     | Mille Dinesen        | Mille Dinesen        | Mille Dinesen        | Mille Dinesen        | Mille Dinesen        | Folkeskolelærer                      |
| Hjørdis         | Lise Baastrup        | Lise Baastrup        | Lise Baastrup        | Lise Baastrup        | Lise Baastrup        | Folkeskolelærer                      |
| Rasmus          | Carsten Bjørnlund    | Carsten Bjørnlund    | Carsten Bjørnlund    |                      | Carsten Bjørnlund    | Skoleleder                           |
| Helle Uggerby   | Ellen Hillingsø      | Ellen Hillingsø      | Ellen Hillingsø      |                      | Ellen Hillingsø      | Afdelingsleder                       |
| Uffe            | Kristoffer Fabricius | Kristoffer Fabricius | Kristoffer Fabricius | Kristoffer Fabricius | Kristoffer Fabricius | Museumsguide, senere Hjørdis' mand   |
| Jeppe Madsen    | Nikolaj Groth        | Nikolaj Groth        | Nikolaj Groth        | Nikolaj Groth        | Nikolaj Groth        | Ritas yngste søn                     |
| Molly Madsen    | Sara Hjort Ditlevsen | Sara Hjort Ditlevsen | Sara Hjort Ditlevsen | Sara Hjort Ditlevsen | Sara Hjort Ditlevsen | Ritas datter                         |
| Ricco Madsen    | Morten Vang Simonsen | Morten Vang Simonsen | Morten Vang Simonsen |                      |                      | Ritas ældste søn                     |
| David           | Ferdinand Glad Bach  | Ferdinand Glad Bach  | Ferdinand Glad Bach  |                      |                      | Jeppes kæreste                       |
| Bitten Dyrehave | Lykke Sand Michelsen | Lykke Sand Michelsen |                      |                      |                      | Riccos kæreste (senere kone)         |
| Tom Dyrehave    | Carsten Nørgaard     | Carsten Nørgaard     |                      |                      |                      | Bittens far                          |
| Jette Dyrehave  | Lotte Andersen       | Lotte Andersen       |                      |                      |                      | Bittens mor                          |
| Niels Madsen    | Peter Gantzler       | Peter Gantzler       |                      |                      | Peter Gantzler       | Far til Jeppe, Molly og Ricco        |
| Jonas Poulsen   |                      | Alexandre Willaume   | Alexandre Willaume   |                      |                      | Folkeskolelærer                      |
| Erik            |                      | Tommy Kenter         |                      |                      |                      | Folkeskolelærer                      |
| Gitte           | Line Kruse           | Laura Bach           |                      |                      |                      | Ritas søster                         |
| Lea             |                      |                      |                      | Charlotte Munck      |                      | Ritas klassekammerat fra folkeskolen |
| Bjarne Ulriksen |                      |                      |                      | Ole Lemmeke          |                      | Skoleleder                           |
| Martin          |                      |                      |                      | Olaf Højgaard        |                      | Leas mand                            |
| Rita (i 1985)   |                      |                      |                      | Tessa Hoder          |                      | Rita som 16-årig                     |
| Lea (i 1985)    |                      |                      |                      | Sofie Juul           |                      | Lea som 16-årig                      |
| Rostrup         |                      |                      |                      | Kurt Ravn            |                      | Ritas historielærer i 1985           |
| Gerd            |                      |                      |                      |                      | Søs Egelind          | Elev på Ritas aftenskolehold         |
| Ole             |                      |                      |                      |                      | Ari Alexander        | Landmand, Jeppe har et forhold til   |

## Serieoversigt

### Sæson 1 (2012)
| Nr. i serie | Nr. i sæson | Titel       | Instruktør      | Oprindelig sendedato | Seertal i DK |
| ----------- | ----------- | ----------- | --------------- | -------------------- | ------------ |
| 1           | 1           | Idealisten  | Lars Kaalund    | 9. februar 2012      | 904.000      |
| 2           | 2           | Læreren     | Lars Kaalund    | 16. februar 2012     | 811.000      |
| 3           | 3           | Anarkisten  | Lars Kaalund    | 23. februar 2012     | 878.000      |
| 4           | 4           | Hun-ulven   | Jannik Johansen | 1. marts 2012        | 887.000      |
| 5           | 5           | Beskytteren | Jannik Johansen | 8. marts 2012        | 853.000      |
| 6           | 6           | Hykleren    | Jannik Johansen | 15. marts 2012       | 791.000      |
| 7           | 7           | Prinsessen  | Lars Kaalund    | 22. marts 2012       | 799.000      |
| 8           | 8           | Moderen     | Lars Kaalund    | 29. marts 2012       | 799.000      |

### Sæson 2 (2013)
| Nr. i serie | Nr. i sæson | Titel                | Instruktør        | Oprindelig sendedato | Seertal i DK |
| ----------- | ----------- | -------------------- | ----------------- | -------------------- | ------------ |
| 9           | 1           | Den voksne           | Lars Kaalund      | 11. september 2013   | 647.000      |
| 10          | 2           | Haven                | Lars Kaalund      | 18. september 2013   | 749.000      |
| 11          | 3           | Far, mor og børn     | Lars Kaalund      | 25. september 2013   | 721.000      |
| 12          | 4           | Teamplayer           | Kathrine Windfeld | 2. oktober 2013      | 799.000      |
| 13          | 5           | Jeg elsker dig       | Kathrine Windfeld | 9. oktober 2013      | 769.999      |
| 14          | 6           | Den første kærlighed | Kathrine Windfeld | 16. oktober 2013     | 692.000      |
| 15          | 7           | Rollemodellen        | Lars Kaalund      | 23. oktober 2013     | 758.000      |
| 16          | 8           | Ukrudt               | Lars Kaalund      | 30. oktober 2013     | 730.000      |

### Sæson 3 (2015)
| Nr. i serie | Nr. i sæson | Titel         | Instruktør      | Oprindelig sendedato | Seertal i DK |
| ----------- | ----------- | ------------- | --------------- | -------------------- | ------------ |
| 17          | 1           | Kandidaten    | Lars Kaalund    | 12. marts 2015       | 800.000      |
| 18          | 2           | Kælderen      | Lars Kaalund    | 19. marts 2015       | 871.000      |
| 19          | 3           | Sponsorbarnet | Lars Kaalund    | 30. marts 2015       | 698.000      |
| 20          | 4           | Aftenskole    | Lars Kaalund    | 12. april 2015       | 765.000      |
| 21          | 5           | Lus           | Lars Kaalund    | 19. april 2015       | 759.000      |
| 22          | 6           | Frit fald     | Mogens Hagedorn | 20. april 2015       | 763.000      |
| 23          | 7           | Lederen       | Mogens Hagedorn | 27. april 2015       | 723.000      |
| 24          | 8           | Testen        | Mogens Hagedorn | 11. maj 2015         |              |

### Sæson 4 (2017)
| Nr. i serie | Nr. i sæson | Titel                     | Instruktør    | Oprindelig sendedato | Seertal i DK |
| ----------- | ----------- | ------------------------- | ------------- | -------------------- | ------------ |
| 25          | 1           | Nutid/datid               | Lars Kaalund  | 21. august 2017      | 777.000      |
| 26          | 2           | Du bliver, hvad du spiser | Lars Kaalund  | 28. august 2017      | 682.000      |
| 27          | 3           | Tøbrud                    | Lars Kaalund  | 4. september 2017    | 562.000      |
| 28          | 4           | Rigtige Venner            | Natasha Arthy | 11. september 2017   | 667.000      |
| 29          | 5           | Dig og mig                | Natasha Arthy | 18. september 2017   | 604.000      |
| 30          | 6           | Barndommens gade          | Lars Kaalund  | 25. september 2017   | 592.000      |
| 31          | 7           | Familie                   | Lars Kaalund  | 2. oktober 2017      | 632.000      |
| 32          | 8           | Hjemme                    | Lars Kaalund  | 9. oktober 2017      | 636.000      |

### Sæson 5 (2020)
| Nr. i serie | Nr. i sæson | Titel                 | Instruktør   | Oprindelig sendedato | Seertal i DK |
| ----------- | ----------- | --------------------- | ------------ | -------------------- | ------------ |
| 33          | 1           | Fake News             | Lars Kaalund | 1. juni 2020         | 757.000      |
| 34          | 2           | Hurlumhejhus          | Lars Kaalund | 8. juni 2020         | 620.000      |
| 35          | 3           | Udflugten             | Lars Kaalund | 15. juni 2020        | 478.000      |
| 36          | 4           | Do you speak English? | Lars Kaalund | 22. juni 2020        | 557.000      |
| 37          | 5           | Hedetur               | Lars Kaalund | 29. juni 2020        | 556.000      |
| 38          | 6           | Grænser               | Lars Kaalund | 6. juli 2020         | 534.000      |
| 39          | 7           | Søen                  | Lars Kaalund | 13. juli 2020        | 439.000      |
| 40          | 8           | Kaos                  | Lars Kaalund | 20. juli 2020        | 436.000      |

## Udgivelse

### Internationalt

#### Frankrig
I 2014 blev serien valgt til at blive vist på den franske tv-station TF1 og finske tv-station Yleisradio.
I 2016 produceredes der en selvstændig fransk version: Sam.

#### Canada
I 2016 blev serien blive vist på Netflix i Canada, og også med et spin-off Hjørdis.